# Чубаков, Кирилл Николаевич
Кирилл Николаевич Чубаков (1926—1986) — советский инженер-судостроитель, полярный исследователь, капитан дальнего плавания, начальник администрации Северного морского пути при Министерстве морского флота СССР.
При его личном содействии началось строительство  ледоколов «Арктика», что позволило начать круглогодичную навигацию на крайнем западном участке Северного морского пути (Карское море и устье реки Енисей).

## Биография
Родился в 1926 году в Таллине, во время войны (1944 год) поступил в первый набор Таллиннского мореходного училища, выпуск состоялся в начале 1949 года.
Был распределён на флот Мурманского морского пароходства.
В период 1950—1955 годов занимал должности четвёртого, третьего, второго, старшего помощника капитана на судах и ледоколах Главного управления Северного морского пути.
В 1955 году поступил в Ленинградское Высшее Инженерное Морское Училище имени адмирала С. О. Макарова.
В 1955—1962 годах стал старшим помощником капитана, а  потом и капитаном судов Мурманского морского пароходства.
В 1956 году стал старшим помощником капитана дизель-электрохода «Лена», отправился во вторую Антарктическую экспедицию.
Так как в полярные экспедиции могли ходить только люди с высшим образованием, он  использовал обучение в Училище имени адмирала С. О. Макарова, чтобы указать неоконченное высшее образование.
При нём 5 декабря 1956 года произошло происшествие с разрушением дизеля № 1 при работе на холостом ходу.
С 1962 по 1970 годы перешёл на руководящую работу, стал главным штурманом Управления Главморревизора Министерства морского флота СССР,  позднее стал начальником Отдела морских ледовых операций, далее заместителем начальника Главного управления мореплавания Министерства морского флота СССР.
При министре Т. Б. Гуженко с 1971 по 1985 был назначен начальником администрации Северного морского пути при Министерстве морского флота СССР.
Был инициатором, организатором и заместителем руководителя экспедиции на атомоходе "Арктика"  к Северному полюсу в августе 1977 года - первого исторического рейса надводного судна, достигшего полюса. Как известно, эта экспедиция, руководителем которой был министр морского флота Т.Б. Гуженко, получила заслуженное признание как в нашей стране, так и за рубежом.
Давал большое количество интервью советским крупным журналам и газетам, в которых описывал экспедицию 1977 года к Северному полюсу и высокоширотный экспериментальный рейс дизельэлектрохода «Капитан Мышевский» и атомного ледокола «Сибирь» (1977—1978), открывший круглогодичную навигацию в Арктике.
Был женат, жена, Галина Ивановна Чубакова, работала режиссёром студии «Центрнаучфильм», участвовала в экспедиции на полюс в 1977 году.
Чубаковы стали первой супружеской парой, покорившей Северный полюс.
Награды:

| - почетный полярник; - отличник «Аэрофлота»; | - орден Ленина; - орден Октябрьской Революции; - орден Трудового Красного Знамени; | - орден «Знак Почёта»; - орден Дружбы народов; - медаль «За доблестный труд». |

Умер в 1986 году, архив К. Н. Чубакова находится в Российском государственном архиве экономики (Федеральный архив Российской федерации).
С 1987 года в Новоталлиннском порту работал купленный в Финляндии ледокол «Капитан Чубаков» (с 1991 года переименован в Karu res).